# Tenexcalcingo
Tenexcalcingo är en ort i Mexiko.   Den ligger i kommunen Copanatoyac och delstaten Guerrero, i den sydöstra delen av landet, 240 km söder om huvudstaden Mexico City. Tenexcalcingo ligger 2 201 meter över havet och antalet invånare är 387.
Terrängen runt Tenexcalcingo är huvudsakligen kuperad, men åt sydväst är den bergig. Runt Tenexcalcingo är det ganska tätbefolkat, med 65 invånare per kvadratkilometer. Närmaste större samhälle är Malinaltepec, 11,7 km söder om Tenexcalcingo. I omgivningarna runt Tenexcalcingo växer huvudsakligen savannskog.